# Mosebøgerne
Mosebøgerne (græsk Pentateuken Πεντετεύχως) , hebraisk Torah (תּוֹרָה) og flere steder i Bibelen kaldt Loven) består af fem bøger eller skriftruller: Første Mosebog (Genesis), Anden Mosebog (Exodus), Tredje Mosebog (Leviticus), Fjerde Mosebog (Numeri) og Femte Mosebog (Deuteronomium). Torahen er første hoveddel af Tanakh, den jødiske bibels tre hoveddele og de første fem bøger i de kristnes Gamle Testamente.
Mosebøgerne er opkaldt efter Moses, som efter traditionen er ophavsmand til Mosebøgerne.
- Wikimedia Commons har flere filer relateret til Mosebøgerne